# 青野未来
青野 未来（あおの みく、1990年8月21日 - ）は、日本の女性プロレスラー、女優。埼玉県川越市出身。マリーゴールド所属。血液型A型。

## 来歴
- 2011年2月10日 - ガールズユニットChococoro（チョココロ）の新メンバー未来（みく）として加入
- 2011年6月30日 - Chococoro解散、青野未来として活動開始
- 2011年8月4日 - 舞台「アリスインプロジェクト ライン♪」にて女優デビュー
- 2011年10月20日 - シャテンTV「さとりみっくす♪」放送開始
- 2011年12月15日 - 全力坂（テレビ朝日）にて地上波テレビ初出演
- 2012年2月26日 - フォトジェニックジャパンコンテスト撮影会にてグラビア活動開始
- 2012年3月24日 - 「先生、おなか痛いです」にて映画初出演
- 2012年9月8日 - 「ナナとカオル 第2章」にて映画初主演
- 2013年9月21日 - 埼玉県警察東入間警察署に一日警察署長として就任

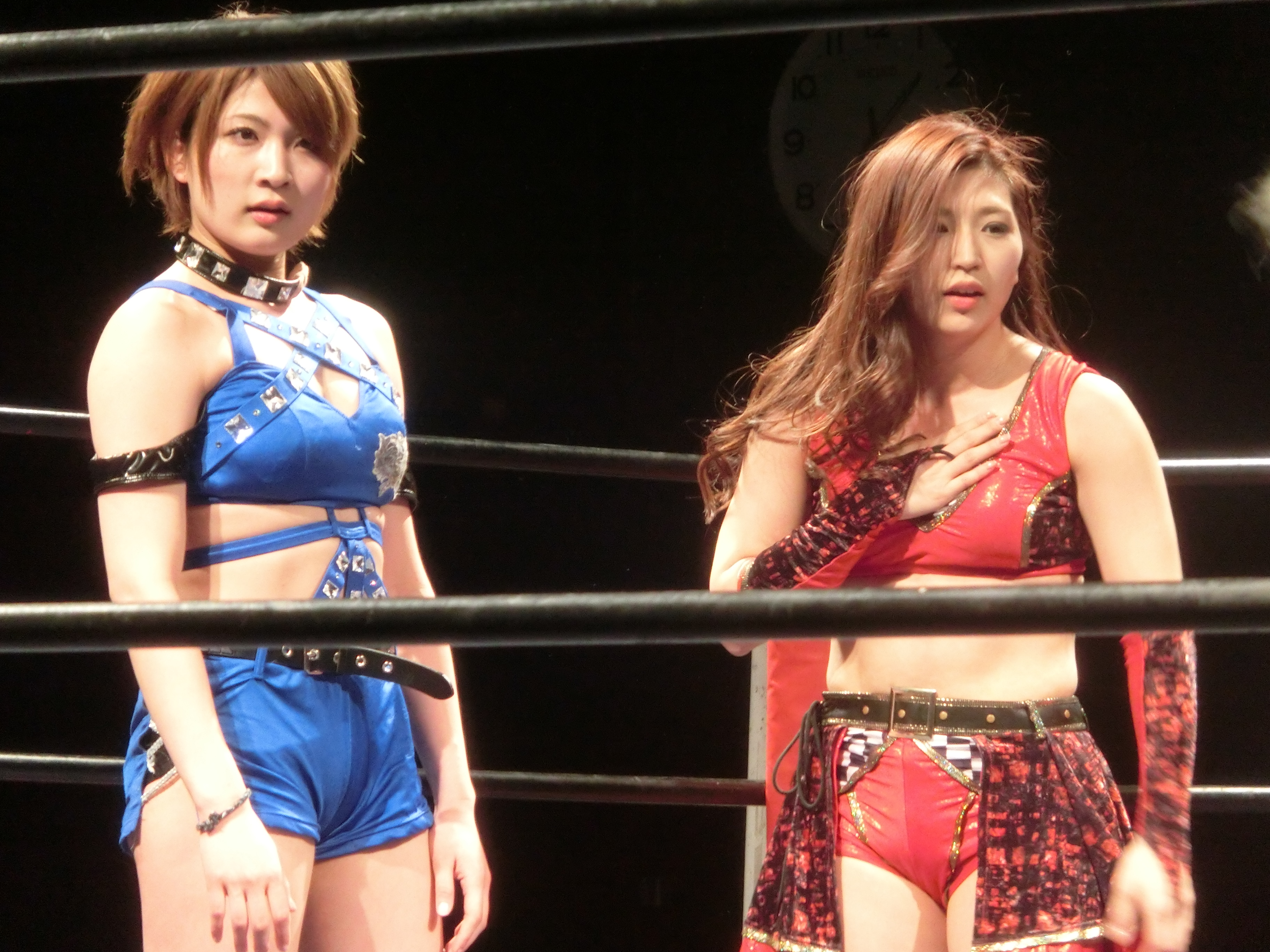
安納サオリとのタッグ

- 2017年6月25日　東京・新木場1stRINGでの万喜なつみ戦でプロレスラーとしてデビュー[2]。デビュー戦は10分00秒　ネックスクリュー・ホールドで敗北。7月19日、CMLL×REINAにおける山縣優&本間多恵戦（パートナーは万喜なつみ）で他団体初参戦。9月24日、斎藤未来戦でプロ初勝利。10月25日、CMLL×REINAにおける山縣優＆本間多恵戦（パートナーは金城真央）で後楽園ホール初出場を果たす[3]。
- 2018年9月25日に開幕するBeginning初の王者決定戦、アクトレスガールズシングルチャンピオン決定トーナメントに出場[4]。しかし1回戦で沙紀と対戦し、蹴り技やダブルアームスープレックスで追い込むも敗退[5]。
- 2021年12月31日、アクトレスガールズのプロレス活動終了およびBeginning解散に伴い、プロレスラーとしての活動を事実上終了する。
- 2023年3月12日、アクトレスリングポイントマッチにて皇希に勝利し、新体制の初代AWGシングル王者となる。
- 2024年4月30日、新団体「マリーゴールド」に入団[6]。これに伴いプロレス活動に復帰。5月20日の旗揚げ戦ではシングルマッチで石川奈青と対戦。ハイキックからのスタイルズクラッシュで勝利[7]。
- 2024年6月11日、新設のマリーゴールド・ユナイテッド・ナショナル王座の初代王者決定トーナメントを提唱しエントリー。ところがMIRAIとの1回戦が6月16日名古屋国際会議場、6月23日新木場1stRING、6月29日仙台PITの3大会でいずれも決着が付かず、7月13日の両国国技館大会で決着戦を行い、勝った方がすでに決勝に駒を進めているボジラと続けて対戦する事になった。
- 7月13日、両国国技館でMIRAIと4度目の対戦を行い、24分すぎにスタイルズクラッシュで勝利。続けてボジラと対戦し、体格差とパワーで圧倒する相手に足攻めで対抗し、最後はスタイルズクラッシュをボジラが返した反動でエビに固めてフォール勝ちを収め、初代ユナイテッド・ナショナル王者となった[8]。

## 人物
- 性格 - 負けず嫌い
- 特技 - 料理、ネイルアート
- 趣味 - スノーボード、ボディボード
- アイドル時代から骨太ではあったが、プロレスデビュー以後は体格を生かしたパワーファイトを武器にする。舞台などで身に着けた物怖じしない性格から、即戦力として1年目からメインイベントに出場した。

## 出演

### 映画
- 先生、おなか痛いです（2012年） - 舞、マイ 役（2役）
- 鳥を見て!（2012年） - 夕子 役
- ナナとカオル 第2章（2012年） - 主演・ナナ 役[9]
- 耳をかく女（2012年） - まこ 役
- ミスヤンチャン学園・飯田橋女子高校〜とどけ！乙女の想い！〜キス部（2013年） - 主演・未来 役
- 恋する神さま〜古事記入門〜（2013年8月10日、ポレポレ東中野にて公開）
- うそつきパラドクス（2013年9月7日、ヒューマントラストシネマ渋谷にて公開） - 大栄知代 役
- 死んで、呪って、恋して。（2014年） - 久野尾梢 役
- useless ユースレス（公開未定）

### イメージDVD
- 未来日記（2015年10月23日、イーネット・フロンティア）[10]
- ぼくの先輩（2016年6月25日、Aircontrol）

### Vシネマ
- 外野の恋（2013年6月25日発売：DVD「儚き片想い」に収録）- ヒロイン：カナコ 役
- 呪！闇のまとめサイト〜リア充撲滅スレ〜（2013年6月レンタルリリース） - 『ルームシェア』主演：かすみ 役

### TVドラマ
- 結婚しない 第3話（フジテレビ、2012年）
- PRICELESS〜あるわけねぇだろ、んなもん!〜 第4話（フジテレビ、2012年）
- TOKYOエアポート〜東京空港管制保安部〜 最終話（フジテレビ、2012年）
- 獣電戦隊キョウリュウジャー ブレイブ33「マキシマム！レディはおれがまもる」（テレビ朝日、2013年）- 美女 役

### ウェブドラマ
- 毒ノ華　第三話・切リ華（2019年1月11日、DMM.com） - 沙那華 役[11][12]（主演）

### 舞台
- アリスインプロジェクト ライン♪（2011年8月4日 - 7日、博品館劇場） - 瑞江理沙 役
- アリスインプロジェクト×企画演劇集団ボクラ団義 ハイスクールミレニアム（2011年12月13日 - 18日、シアターKASSAI） - 月岡民子 役
- 陽炎ペイン -誰の為でもない物語を語ろう-（2013年1月9日 - 14日、東京芸術劇場シアターウエスト） - ココ 役
- 知り難きこと陰の如く、動くこと雷霆の如し（2013年12月26日 - 29日、全労済ホール スペース・ゼロ）
- 桜の森の満開の下（2015年2月14日 - 22日、キンケロシアター） - ナツメ 役
- チックジョ〜〜（2015年10月15日 - 18日、全労済ホール スペース・ゼロ） - 八重 役
- AWG「カウント2.9！」（2018年7月26日 - 29日、新木場1stRING）
- 白と黒の同窓会（2019年2月8日 - 11日、シアターモリエール）

### ミュージカル
- 朝倉薫のガールズハイパーミュージカル2016「タイラー！」（2016年5月24日 - 29日、シアターブラッツ）

### グラビア（オーディション）
- TSUTAYAプリンセス（2012年） - ファイナリスト
- ミスヤングチャンピオン2012 - ファイナリスト
- フォトジェニックジャパンコンテスト2012 - ファイナリスト
- ミスビジュアルウェブS（2015年）

### テレビ番組（バラエティ等）
- 全力坂（テレビ朝日、2011年12月15日・2012年1月4日）
- トップアイドル育成バラエティーD☆D〜だれでもだいすき（テレビ埼玉、2012年4月）
- みんなのバラエティ「みんバラ」（TOKYO MX、2012年5月）
- 竹山のやりたい100のこと〜ザキヤマ&河本のイジリ旅〜（フジテレビONE、2012年8月 - 2013年2月） - 竹山やりたいガール、アシスタントとしてレギュラー出演
- 中居正広の金曜日のスマたちへ（TBS、2013年7月26日） - 再現ドラマ：坂口杏里 役

### ラジオ
- 「午後も発する」（2017年7月3日 - 、コミュニティFM発するラジオ[13]） - 月曜日 メインパーソナリティ
- 「夕焼け発する」（2017年7月3日 - 、コミュニティFM発するラジオ） - 月曜日 メインパーソナリティ

### 雑誌（グラビア・インタビュー・DVD）
- Yha!Hip&Lip（ワニマガジン社） - 2012年9月号
- 高収入！稼げる儲かる求人情報マガジン ドカント - 2012年10月号
- ヤングアニマル嵐（白泉社） - No.11（2012年10月5日発売）
- 週刊アスキー（アスキー・メディアワークス） - No.902 2012 10/30号（2012年10月16日発売）
- 週刊大衆ヴィーナス（双葉社） - 週刊大衆増刊11/20号（2012年10月19日発売）
- 週刊プレイボーイ（集英社） - no.48（2012年11月12日発売）
- ヤングアニマル（白泉社） - No.23（2012年11月22日発売）

### インターネットテレビ
- さとりみっくす♪（シャテンTV、2011年10月20日 - 2013年1月17日）
- ナツアキサンデーサプリ（WALLOP、2012年9月16日） - ゲスト出演
- Fericitaプレゼンツ しゃべりがとまらない 0410 女優SP（USTREAM、2013年4月10日） - ゲスト出演

### プロモーションビデオ
- 四星球「オモローネバーノウズ」（2012年6月27日発売）
- 登坂尚高「遠くでネオンが光ってる」（2017年6月）

## 得意技
- スタイルズクラッシュ
- ドロップキック
- ラリアット
- ダブルアーム・スープレックス
- バッファロースリーパー
- 39（ミク）ロック
- ジャーマン・スープレックス・ホールド

## タイトル歴
マリーゴールド
- 初代マリーゴールド・ユナイテッド・ナショナル王座

## 入場曲
- HERO[1]（アクトレスガールズ時代）
- Brilliant（中村"Anija"隆宏、マリーゴールド時代）